# Kryzys mobilizacyjny I wojny światowej w Kanadzie

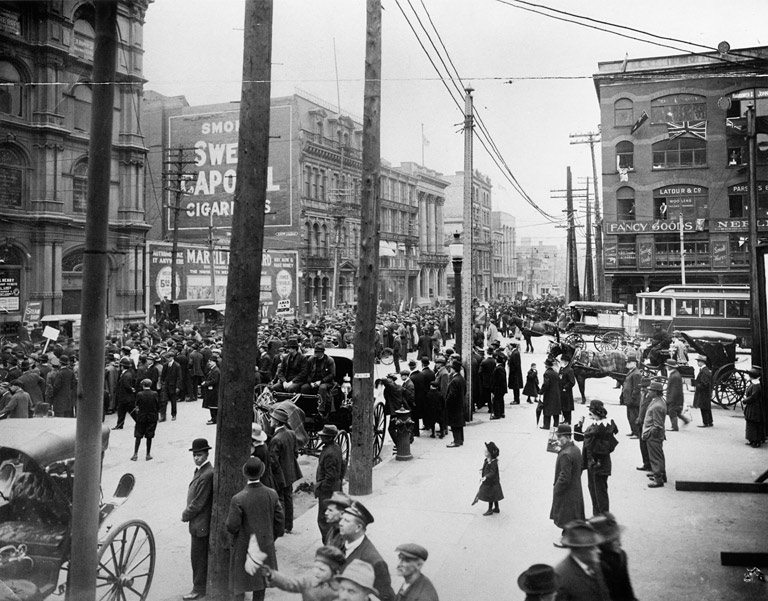
Manifestacja przeciw mobilizacji w Montrealu

Kryzys mobilizacyjny I wojny światowej – przesilenie polityczne w Kanadzie jakie miało miejsce w 1917 w związku z koniecznością ogłoszenia poboru do armii.
W chwili wybuchu wojny Kanada, choć posiadała suwerenność wewnętrzną, była częścią Imperium brytyjskiego i nie prowadziła swej własnej polityki międzynarodowej. W związku z tym Kanada przystąpiła do wojny wraz z Wielka Brytanią.
Kanada była przygotowana do wojny w ograniczonym zakresie. Plany obejmowały mobilizację siły zbrojnej wielkości 25 tysięcy, co stanowiło 0,3% całej populacji kraju. Zanim jednak mobilizacja została przeprowadzona minister milicji (siły zbrojnej) Sam Hughes odstąpił od planów mobilizacji zastępując ja poborem ochotniczym. Napływ ochotników był wyższy niż się spodziewano. Do armii zgłosiło się ponad 30 tysięcy żołnierzy. Ze względu na fakt, że spodziewano się krótkiego konfliktu, liczba ta wydawała się wystarczająca. Spodziewano się także, że w wypadku konieczności uzupełnień nastąpi kolejna fala ochotniczego poboru. Pominięto kilka istotnych faktów, a głównie składu społecznego pierwszej fali ochotników. 70% z nich było świeżymi przybyszami z Wielkiej Brytanii, którzy mieli jeszcze bardzo bliskie związki ze starym krajem. Niewielki był napływ nowej, głównie rolniczej, emigracji. Bardzo niewielki był także napływ ochotników z Quebecu. Dowództwo armii popełniło dodatkowo błąd odmawiając ochotnikom frankofońskim tworzenia wydzielonych oddziałów występujących pod francuskojęzyczną komendą, dodatkowo w ten sposób zniechęcając francuskojęzycznych Kanadyjczyków do angażowania się w sprawy wojny. Wkrótce też okazało się, że wcześniej planowane kwoty były mocno zaniżone i Kanada musiała podjąć znacznie większe wysiłki. W 1915 r. stało się jasne, że należy wyekwipować 150 tys. żołnierzy. Tę kwotę udało się jeszcze wypełnić kolejną falą ochotników. Już rok później potrzeby się podwoiły, a premier Kanady Robert Borden obiecał Brytyjczykom 500 tysięcy wojska do końca 1918 r. Zanim ta obietnica została wypełniona, zakończyła się wojna, jednak nawet z naborem do kwoty 300 tysięcy rząd miał wielkie problemy. Do 1917 wyczerpały się zasoby ochotników i nastąpiła konieczność ogłoszenia długo odkładanego poboru.
1 stycznia 1918 rząd federalny rozpoczął wprowadzanie w życie ustawy Millitary Service Act. Zakładano w niej pobór 400 tysięcy wojska. Pobór spotkał się z niechęcią w całym kraju, lecz przybrała ona niebezpieczne formy jedynie w Quebecu. W prowincji przeciwnicy poboru zorganizowali szereg marszów protestacyjnych. W czasie jednego z nich 1 kwietnia 1918 początkowo pokojowa demonstracja przemieniła się w zamieszki. Policja oddala strzały w kierunku tłumu zabijając cztery osoby, jak się potem okazało nie uczestników demonstracji lecz postronnych obserwatorów.
Początkowo ustawa pozostawiała znaczną ilość furtek, z których korzystało bardzo wielu niechętnych powołaniu. Dopiero znowelizowana ustawa pozwoliła na skuteczny pobór. Ostatecznie udało się zmobilizować 125 tysięcy żołnierzy, z czego zaledwie 25 tysięcy wysłano na front, zanim zakończyła się wojna.

## Skutki polityczne mobilizacji
W latach wojny Kanada podzieliła się na zwolenników i przeciwników wojny. Linia podziału przebiegała w poprzek społeczeństwa także w dwóch głównych partiach politycznych. Choć zasadniczo konserwatyści byli prowojenni, a liberałowie anty, to w obu partiach istniały frakcje opowiadające się za lub przeciw wojnie i mobilizacji. Stabilność rządu federalnego została zachowana dzięki stworzenia rządu unijnego, w którym połączyli się zwolennicy wojny z szeregów partii konserwatywnej i liberalnej. Należy zwrócić tu uwagę, że nie był to rząd koalicyjny, lecz że deputowani popierający go tworzyli oddzielny klub parlamentarny w istocie tworząc nową, jak się potem okazało, tylko tymczasową partię. Po wojnie, gdy sprawa wojny przestała być tematem istotnym, powrócił przedwojenny podział partyjny, a rząd unionistyczny upadł.
W Quebecu, gdzie udział przeciwników wojny był znacznie wyższy niż w reszcie Kanady, poglądy były dużo bardziej spolaryzowane. Konserwatyści, którzy popierali wysiłek wojenny, zmuszeni byli w wyniku wyborów oddać władzę liberałom. Utrata popularności była tak głęboka, że partia ta nigdy nie zdołała się podnieść z upadku. Dopiero powstanie Unii Narodowej wyznającej ideologię konserwatywną połączoną z nacjonalizmem zdołało zakończyć dominację liberałów w tej prowincji.